# Canton de Chalon-sur-Saône-Nord
Le canton de Chalon-sur-Saône-Nord est un ancien canton français situé dans le département de Saône-et-Loire et la région Bourgogne-Franche-Comté.

## Histoire
Le canton a été amputé de Chalon centre en 1973 et de Chalon ouest en 1985.

## Représentation

### Conseillers généraux de 1833 à 2015
| Période          | Période          | Identité                       | Étiquette              | Qualité |
| ---------------- | ---------------- | ------------------------------ | ---------------------- | --- |
| 1833             | 1841             | Fortuné Joseph Petiot-Groffier | Majorité ministérielle | Avocat, juge au Tribunal, négociant, colonel de la Garde Nationale Maire de Chalon-sur-Saône (1832-1836) Député (1834-1842)                       |
| 1841             | 1842             | Ferdinand Coste                |                        | Négociant, maire de Chalon-sur-Saône (1833-1846) Elu dans le Canton d'Arnay-le-Duc en 1852                                                        |
| 1842             | 1852             | Adolphe-Antoine Benoit         |                        | Avocat à Chalon-sur-Saône |
| 1852             | 1871             | Alfred Paccard                 |                        | Maire de Chalon-sur-Saône (1852-1861, 1863-1870)                                                                                                  |
| 1871             | 1886 (démission) | Charles Boysset                | Républicain            | Avocat puis Procureur de la République Député (1849-1851, 1871-1901) Maire de Chalon-sur-Saône (1870) Président du Conseil Général                |
| 1886             | 1938 (décès)     | Pierre Mauchamp                | Rad.ind.               | Propriétaire à Chalon-sur-Saône Décédé à 99 ans, doyen des conseillers généraux de France                                                         |
| 1938             | 1940             | Julien Satonnet                | SFIO                   | Contrôleur PTT Conseiller municipal de Chalon-sur-Saône                                                                                           |
|                  |                  |                                |                        | |
| 1942             | 1945             | Louis Têtu                     |                        | Conseiller municipal de Chalon-sur-Saône Nommé conseiller départemental en 1942                                                                   |
|                  |                  |                                |                        | |
| 1945             | 1951             | Julien Satonnet                | PSD                    | Contrôleur PTT Sénateur (1946-1948) Maire de Chalon-sur-Saône (1944-1952)                                                                         |
| 1951             | 1956             | Georges Lecorchey              | RPF                    | Conseiller municipal de Chalon-sur-Saône |
| 1956             | 1966 (décès)     | Georges Nouelle                | DVG (app.RGR)          | Professeur de sciences Maire de Chalon-sur-Saône (1926-1946 et 1952-1965) Ancien député (1924-1940)                                               |
| 27 novembre 1966 | 1973             | Roger Lagrange                 | SFIO puis PS           | Instituteur Sénateur (1959-1967) Député (1967-1968) Maire de Chalon-sur-Saône (1965-1983) Élu en 1973 dans le Canton de Chalon-sur-Saône-Centre   |
| 1973             | 1979             | Pierre Joxe                    | PS                     | Haut fonctionnaire Député (1973-1984 et 1986-1988) Président du Conseil régional de Bourgogne (1979-1982) Ministre (1981, 1984-1986 et 1988-1993) |
| 1979             | 1992             | Maurice Mathus                 | PS                     | Enseignant Député (1984-1986) |
| 1992             | 1998             | Serge Séné                     | RPR                    | Ancien technicien chez Kodak Conseiller municipal de Chalon-sur-Saône                                                                             |
| 1998             | 2008 (démission) | Christophe Sirugue             | PS                     | Cadre supérieur du secteur privé Député (2007-2017) Maire de Chalon-sur-Saône (2008-2014) Président du Conseil Général (2004-2008)                |
| 2008             | 2015             | Françoise Verjux-Pelletier     | PS                     | Apicultrice Ancienne Maire adjointe de Chalon-sur-Saône Conseillère régionale Elue en 2015 dans le Canton de Chalon-sur-Saône-1                   |

### Conseillers d'arrondissement (de 1833 à 1940)
| Période                                  | Période          | Identité                               | Étiquette   | Qualité |
| ---------------------------------------- | ---------------- | -------------------------------------- | ----------- | --- |
| 1833                                     | 1845             | Ferdinand Berthod                      |             | Négociant à Chalon-sur-Saône                                                                                |
|                                          |                  |                                        |             | |
| 1848                                     | 1852             | François Alexandre Philibert Bazin     | Démocrate   | Avocat à Chalon-sur-Saône                                                                                   |
| 1852                                     | 1861             | Max Martin                             |             | Ancien officier de cavalerie, adjoint au maire de Chalon-sur-Saône                                          |
| 1861                                     | 1871             | Auguste Gros-Monnier                   |             | Négociant à Chalon-sur-Saône                                                                                |
| 1871                                     | 1877             | L. Morain                              |             | Propriétaire à Sassenay                                                                                     |
| 1877                                     | 1895 (décès)     | Claude Guépet (1828-1895)              | Républicain | Propriétaire, maire de Saint-Jean-des-Vignes                                                                |
| 1895                                     | 1902 (démission) | Claude Étienne Nicolas Menand-Copreaux |             | Négociant à Chalon-sur-Saône                                                                                |
| 23 mars 1902                             | 1907             | Jean Bortaut                           | Radical     | Agriculteur, maire de Saint-Jean-des-Vignes                                                                 |
| 1907                                     | 1913             | Pierre-Lucien Giboulot (1853-1928)     |             | Avocat au barreau de Chalon-sur-Saône, propriétaire à Farges-lès-Chalon                                     |
| 1913                                     | 1922 (décès)     | Pierre Neuzillet (1864-1922)           |             | Cultivateur, maire de Crissey                                                                               |
|                                          |                  |                                        |             | |
| 1925                                     | 1931             | Pierre Buffot                          | SFIO        | Maire de Farges-lès-Chalon                                                                                  |
| 1931                                     | 1940             | François Dubief (1873-1957)            | SFIO        | Cultivateur, maire de Crissey                                                                               |
| 1940                                     |                  |                                        |             | Les conseils d'arrondissement ont été suspendus par la loi du 12 octobre 1940 et n'ont jamais été réactivés |
| Les données manquantes sont à compléter. |                  |                                        |             | |

## Composition

### De 1833 à 1973
Communes de :
- Chalon-sur-Saône (partie Sud)
- Saint-Jean-des-Vignes
- Châtenoy-le-Royal
- Virey-le-Grand
- Champforgeuil
- La Loyère
- Fragnes
- Farges
- Sassenay
- Crissey

### De 1973 à 2015
| Communes          | Population (2012) | Code postal | Code Insee |
| ----------------- | ----------------- | ----------- | ---------- |
| Chalon-sur-Saône  | 50 124 (1)        | 71100       | 71076      |
| Champforgeuil     | 2 185             | 71530       | 71081      |
| Crissey           | 1 840             | 71530       | 71154      |
| Farges-lès-Chalon | 622               | 71150       | 71194      |
| Fragnes           | 895               | 71530       | 71204      |
| La Loyère         | 375               | 71530       | 71265      |
| Sassenay          | 1 402             | 71530       | 71502      |
| Virey-le-Grand    | 1 171             | 71530       | 71585      |

(1) fraction de commune.

## Démographie
| 1962 | 1968 | 1975 | 1982 | 1990 | 1999   | 2007   |
| ---- | ---- | ---- | ---- | ---- | ------ | ------ |
| -    | -    | -    | -    | -    | 23 378 | 21 896 |